# Online Film Critics Society Awards/Bester Schnitt
Der Online Film Critics Society Award für den besten Schnitt wird seit 1998 jedes Jahr, außer 2001 und 2003, verliehen.

## Statistik
| Statistik                                  |                                                                    |
| Am häufigsten honorierter Editor           | Lee Smith und Jay Rabinowitz (je 2 Auszeichnungen)                 |
| Am häufigsten nominierter Editor           | Lee Smith und Michael Kahn (je 5 Nominierungen)                    |
| Am häufigsten nominierter Editor ohne Sieg | Angus Wall, Thelma Schoonmaker und Joe Walker je (4 Nominierungen) |

## Gewinner und Nominierte
Alle Nominierten eines Jahres sind angeführt, der Sieger steht jeweils zuoberst.

### 1998 bis 1999
1998
Der Soldat James Ryan – Michael Kahn
Out of Sight – Anne V. Coates
Pleasantville – Zu schön, um wahr zu sein – William Goldenberg
Die Truman Show – William M. Anderson und Lee Smith
1999
Lola rennt – Mathilde Bonnefoy
American Beauty – Tariq Anwar und Christopher Greenbury
Fight Club – James Haygood
The Limey – Sarah Flack
Three Kings – Es ist schön König zu sein – Robert K. Lambert

### 2000 bis 2009
2000
Requiem for a Dream – Jay Rabinowitz
Tiger and Dragon – Tim Squyres
Dancer in the Dark – François Gédigier und Molly Marlene Stensgaard
Gladiator – Pietro Scalia
Traffic – Macht des Kartells – Stephen Mirrione
2002
Der Herr der Ringe: Die zwei Türme – Michael Horton und Jabez Olssen
Adaption – Der Orchideen-Dieb – Eric Zumbrunnen
Chicago – Martin Walsh
Minority Report – Michael Kahn
Panic Room – James Haygood und Angus Wall
2004
Vergiss mein nicht! – Valdís Óskarsdóttir
Aviator – Thelma Schoonmaker
Hero – Angie Lam, Vincent Lee und Ru Zhai
House of Flying Daggers – Long Cheng
Kill Bill – Volume 2 – Sally Menke
2005
Sin City – Robert Rodriguez
München – Michael Kahn
Good Night, and Good Luck. – Stephen Mirrione
A History of Violence – Ronald Sanders
Der ewige Gärtner – Claire Simpson
2006
Flug 93 – Clare Douglas, Richard Pearson und Christopher Rouse
Babel – Douglas Crise und Stephen Mirrione
Children of Men – Alex Rodríguez
Departed – Unter Feinden – Thelma Schoonmaker
The Fountain – Jay Rabinowitz
2007
No Country for Old Men – Roderick Jaynes
Abbitte – Paul Tothill
Das Bourne Ultimatum – Christopher Rouse
There Will Be Blood – Dylan Tichenor
Zodiac – Die Spur des Killers – Angus Wall
2008
Slumdog Millionär – Christopher Dickens
Der seltsame Fall des Benjamin Button – Kirk Baxter und Angus Wall
The Dark Knight – Lee Smith
Milk – Elliot Graham
WALL·E – Der Letzte räumt die Erde auf – Stephen Schaffer
2009
Tödliches Kommando – The Hurt Locker – Chris Innis und Bob Murawski
(500) Days of Summer – Alan Edward Bell
Avatar – Aufbruch nach Pandora – John Refoua und Stephen E. Rivkin
District 9 – Julian Clarke
Inglourious Basterds – Sally Menke

### 2010 bis 2019
2010
Inception – Lee Smith
127 Hours – Jon Harris
Black Swan – Andrew Weisblum
Scott Pilgrim gegen den Rest der Welt – Jonathan Amos und Paul Machliss
The Social Network – Kirk Baxter und Angus Wall
2011
The Tree of Life – Mark Yoshikawa, Hank Corwin, Daniel Rezende, Jay Rabinowitz und Billy Weber
Dame, König, As, Spion – Dino Jonsäter
Martha Marcy May Marlene – Zachary Stuart-Pontier
Drive – Matthew Newman
We Need to Talk About Kevin – Joe Bini
2012
Cloud Atlas – Alexander Berner
Argo – William Goldenberg
The Master – Leslie Jones und Peter McNulty
James Bond 007: Skyfall – Stuart Baird
Zero Dark Thirty – William Goldenberg und Dylan Tichenor
2013
Gravity – Alfonso Cuarón und Mark Sanger
12 Years a Slave – Joe Walker
Drug War – Allen Leung und David M. Richardson
Her – Jeff Buchanan und Eric Zumbrunnen
Inside Llewyn Davis – Roderick Jaynes
2014
Birdman oder (Die unverhoffte Macht der Ahnungslosigkeit) – Douglas Crise und Stephen Mirrione
Boyhood – Sandra Adair
Gone Girl – Kirk Baxter
Grand Budapest Hotel – Barney Pilling
Whiplash – Tom Cross
2015
Mad Max: Fury Road – Margaret Sixel
Der Marsianer – Rettet Mark Watney (The Martian) – Pietro Scalia
The Revenant – Der Rückkehrer – Stephen Mirrione
Sicario – Joe Walker
Steve Jobs – Elliot Graham
2016
La La Land – Tom Cross
Arrival – Joe Walker
Cameraperson – Nels Bangerter
Jackie: Die First Lady – Sebastian Sepulveda
Moonlight – Joi McMillon und Nat Sanders
2017
Dunkirk – Lee Smith
Baby Driver – Paul Machliss und Jonathan Amos
Good Time – Benny Safdie und Ronald Bronstein
I, Tonya – Tatiana S. Riegel
Shape of Water – Das Flüstern des Wassers – Sidney Wolinsky
2018
Mission: Impossible – Fallout – Eddie Hamilton
Aufbruch zum Mond (First Man) – Tom Cross
The Favourite – Intrigen und Irrsinn – Yorgos Mavropsaridis
Roma – Alfonso Cuarón und Adam Gough
Widows – Tödliche Witwen – Joe Walker
2019
Parasite – Yang Jin-mo
The Irishman – Thelma Schoonmaker
Le Mans 66 – Gegen jede Chance (Ford v Ferrari) – Andrew Buckland und Michael McCusker
1917 – Lee Smith
Once Upon a Time in Hollywood – Fred Raskin

### Ab 2020
2020
Nomadland – Chloé Zhao
Da 5 Bloods – Adam Gough
Mank – Kirk Baxter
Tenet – Jennifer Lame
The Trial of the Chicago 7 – Alan Baumgarten
2021
The Power of the Dog – Peter Sciberras
Belfast – Úna Ní Dhonghaíle
Dune – Joe Walker
Licorice Pizza – Andy Jurgensen
West Side Story – Michael Kahn
2022
Everything Everywhere All at Once – Paul Rogers
Elvis – Matt Villa und Jonathan Redmond
Die Fabelmans – Sarah Broshar und Michael Kahn
Tár – Monika Willi
Top Gun: Maverick – Eddie Hamilton
2023
Oppenheimer – Jennifer Lame
Anatomie eines Falls (Anatomie d’une chute) – Laurent Sénéchal
Barbie – Nick Houy
Killers of the Flower Moon – Thelma Schoonmaker
Poor Things – Yorgos Mavropsaridis
2024
Challengers – Rivalen – Marco Costa
Anora – Sean Baker
Dune: Part Two – Joe Walker
Nickel Boys – Nicholas Monsour
The Substance – Jérôme Eltabet und Valentin Freron